# Faust (1926.)
Faust je slavna njemačka crno-bijela nijema fantastična drama iz 1926. koju je režirao F. W. Murnau a koja je adaptacija istoimene drame (tragedije) koju je napisao Johann Wolfgang Goethe a koja se zasniva na staroj njemačkoj priči o znanstveniku koji je sklopio ugovor s vragom. To je jedan od klasika njemačkog ekspresionističkog filma koji je doživio velik uspjeh u kinima.

## Filmska ekipa
- F. W. Murnau, redatelj

- Gösta Ekman kao Faust
- Emil Jannings kao Mephisto
- Camilla Horn kao Gretchen/Marguerite
- Frida Richard kao Gretchenina majka

## Radnja
Sile zla žele pobjeći iz podzemlja, ali ih zaustavi Anđeo. Anđeo i Vrag sklope okladu; ako stari znanstvenik Faust postane zao onda će i cijela Zemlja postati vlasništvo zla, a ako ostane dobar onda će vladati dobro. Vrag pošalje zaraznu epidemiju u grad pa Faust očajno traži lijek kako bi spasio oboljele. Za znanje se obeča Mephistu za jedan dan, no ljudi shvate s kim je sklopio ugovor pa ga kamenuju i otjeraju. 
Onda Mephisto pomladi Fausta i odvede ga na letećem tepihu u Italiju odakle mu ponudi puno žena. Zaluđeni Faust za mladost proda svoju dušu Mephistu. Kada se vrati natrag u grad, Faust se zaljubi u Gretchen ali joj Mephisto ubije brata i kao ubojicu optuži njega. Gretchen završi na lomači, ali joj se dobrovoljno pridruži i Faust te svojom ljubavlju i žrtvovanjem slomi pakt i dobije natrag svoju dušu.

## Zanimljivosti
- Leni Riefenstahl je napravila audiciju za glavnu ulogu, ali ju nije dobila.

## Kritike
Skoro svi kritičari su pozitivno ocijenili film. Fernando F. Croce je u svojoj recenziji, u kojoj je filmu dao 4 od 4 zvijezde, napisao: "Filmovi iz njemačke ekspresionističke ere su slavni zbog svojih žestoko stiliziranih realizacija, a za Murnaua ta artificijalnsot medija je donijela kluč za predstavljanje njegovih istina" a Michael W. Phillips Jr. : "Remek-djelo ekspresionističkog filmotvorstva, nijemi klasik koji je na žalost duboko oslabljen u ukočenom drugom činu. Ipak, usprkos toj mani, prvi, apokaliptični čin i treći, fatalistični, čine ovo jednim od vizualno najzanimljivijih i najuzbudljivijih filmova nijemog razdoblja. Odlična ekspozicija predstavlja četiri jahača apokalipse kako jašu iznad Europe; Satan i anđeo se svađaju oko sudbine svijeta...Lokacija filma tijekom većine njegove radnje se nalazi u Pragu tijekom epidemije. Dizajn scenografije i kamera u ovom filmu su prava čuda; osobito u sceni u kojoj se ogromni Memphisto nalazi iznad makete grada i njegova sjena pada na njega". Roger Ebert je zaključio: "Katkad osjećam, u ovom razdoblju stručne kompjuterske animacije, da mi biva pokazano previše - ta tehnika potiskuje umjetnost i maštu. Svijet "Fausta" nikada nije bio namijenjen da bi se identificirao pravi fizički svemir, nego da bude krajolik noćnih mora".

## Vanjske poveznice
- Faust u internetskoj bazi filmova IMDb-a
- Recenzije na Rottentomatoes.com
- Film za downloadati na internet archive